# Surlingham
Surlingham est une paroisse civile et un village du Norfolk, en Angleterre.